# Рајли (кратер)
Кратер Рајли је ударни метеорски кратер на површини планете Венере. Налази се на координатама 14,1° северно и 72,5 источно (планетоцентрични координатни систем +Е 0-360) и са пречником од 20,2 км међу кратерима је мање величине на површини ове планете.
Кратер је име добио према енглеској ботаничарки Маргарети Рајли (1804—1889), а име кратера је 1991. усвојила Међународна астрономска унија.
Дно кратера налази се на око 580 метара испод површине равнице која окружује кратер, односно укупна дубина кратера од његовог дна до врха ивичног прстена је око 1.200 метара. Централни врх у кратеру има висину од 536 метара.